# 費爾菲爾德 (愛達荷州)
費爾菲爾德（英語：Fairfield）是一個位於美國愛達荷州卡默斯縣的城市。根據2010年美國人口普查，該地人口為416人，而該地的面積約為2.27平方千米。同時該地也是卡默斯縣的縣治。

## 地理
費爾菲爾德的座標為43°20′46″N 114°47′28″W / 43.34611°N 114.79111°W，而該地的平均海拔高度為1544米（即5066英尺）。